# Ramal de Santa Maria Madalena
| Spurweite: | 1000 mm (Meterspur) |                           |                           |
| |                     |                           |                           |
| \| \| \| Linha do Litoral \| \| \| \| 0,0 \| Conde de Araruama \| Conde de Araruama \| \| \| \| Linha do Litoral \| \| \| \| \| Macabuzinho \| \| \| \| \| Conceição de Macabu \| \| \| \| \| Triunfo \| \| \| \| \| Leitão da Cunha \| \| \| \| \| Trajano de Morais \| \| \| \| \| Ramal de Manoel de Morais \| \| \| \| \| Doutor Loretti \| \| \| \| \| Santa Maria Madalena \| \| \| \| \| Barão de São José \| \| |                     |                           |                           |
| Strecke von links |                     | Linha do Litoral          | Linha do Litoral          |
| Bahnhof | 0,0                 | Conde de Araruama         | Conde de Araruama         |
| Abzweig ehemals geradeaus und nach rechts |                     | Linha do Litoral          | Linha do Litoral          |
| Bahnhof (Strecke außer Betrieb) |                     | Macabuzinho               | Macabuzinho               |
| Bahnhof (Strecke außer Betrieb) |                     | Conceição de Macabu       | Conceição de Macabu       |
| Bahnhof (Strecke außer Betrieb) |                     | Triunfo                   | Triunfo                   |
| Bahnhof (Strecke außer Betrieb) |                     | Leitão da Cunha           | Leitão da Cunha           |
| Bahnhof (Strecke außer Betrieb) |                     | Trajano de Morais         | Trajano de Morais         |
| Abzweig geradeaus und nach rechts (Strecke außer Betrieb) |                     | Ramal de Manoel de Morais | Ramal de Manoel de Morais |
| Bahnhof (Strecke außer Betrieb) |                     | Doutor Loretti            | Doutor Loretti            |
| Bahnhof (Strecke außer Betrieb) |                     | Santa Maria Madalena      | Santa Maria Madalena      |
| Kopfbahnhof Streckenende (Strecke außer Betrieb) |                     | Barão de São José         | Barão de São José         |

Der Ramal de Santa Maria Madalena und der Ramal de Manoel de Morais sind eine historische Eisenbahnstrecken im Bundesstaat Rio de Janeiro in Brasilien.

## Geschichte
Der Ramal de Santa Maria Madalena zusammen mit dem Ramal de Manoel de Morais waren Teilstrecken, die mit der Linha do Litoral an gleicher Stelle verbunden waren und den Bahnhof von Conde de Araruama mit Ventania (Manoel de Morais) bzw. Santa Maria Madalena  verbanden. Die Strecken wurden zwischen 1878 und 1891 durch die Bahngesellschaft E. F. Barão de Araruama in Betrieb genommen und erst später im Jahr 1896 (Morais) und 1907 (Madalena) übernahm die Estrada de Ferro Leopoldina die Bahnstrecken und baute sie weiter aus. 
Je nach Epoche war die Hauptlinie mal zwischen Conde de Araruama-Madalena oder mal zwischen Conde de Araruama-Manoel de Morais und die jeweils andere Linie nannte sich dann Anschlussgleis. Zwischen dem 31. Mai 1966 und 31. Mai 1967 wurden beide Strecken stillgelegt. 